# Danae (Artemisia Gentileschi)
Danae é uma pintura da artista italiana barroca Artemisia Gentileschi. Está no Museu de Arte de Saint Louis.
Há suposição de que este seja um autorretrato da artista.